# Sulayman ibn Abd al-Malik
Sulayman ibn Abd al-Malik, född 675, död 717, var regerande kalif av Umayyadkalifatet mellan 715 och 717.